# Big Brother (canción)
"Big Brother" es una canción escrita por el músico británico David Bowie en 1973 y un intento fallido de producción de un musical basado en la novela de George Orwell, Nineteen Eighty-Four. En 1974 fue publicado en su álbum Diamond Dogs.
Líricamente, la canción refleja el final de Nineteen Eighty-Four, donde el lavado de cerebro de Winston Smith está completo, y el ama a Big Brother. Esto fue descrito por el biógrafo de Bowie, David Buckley como "un himno alarmante hacia el Super Dios", mientras Nicholas Pegg consideró que Bowie estaba mostrando como "el glamour de las dictaduras está equilibrado con la banalidad".
La apertura de trompeta, tocada en un Chamberlin, ha sido comparada con Sketches of Spain de Miles Davis. La melodía de los coros fue repetida en la canción "Shining Star (Makin' My Love)" del álbum Never Let Me Down (1987).

## Versiones en vivo
- Una versión en vivo (que incluye "Chant of the Ever Circling Skeletal Family") de la primera etapa de la gira de Diamond Dogs fue publicada en David Live.[5] Y una grabación de la segunda etapa de la misma gira fue publicada en Cracked Actor (Live Los Angeles '74).[6]
- Una versión en vivo, interpretada el 30 de agosto de 1987 en el Montreal Forum en Canadá, aparece en el álbum Glass Spider (Live Montreal ’87).[7]

## Otros lanzamientos
- La canción aparece en la caja recopilatoria de 1989, Sound + Vision.[8]

## Otras versiones
- Cream VIII – The Dark Side of David Bowie: A Tribute to David Bowie (1997).
- The Quiet Men – Loving the Alien: Athens Georgia Salutes David Bowie
- Danny Michel – Loving the Alien: Danny Michel Sings the Songs of David Bowie (2004)
- Enrique Seknadje – in "Diamond Dogs Revisited" (2014)

## Créditos
Créditos adaptados desde las notas del álbum.
- David Bowie – voz principal, guitarra, saxofón, palmadas
- Alan Parker –  guitarra
- Mike Garson – Mellotron
- Herbie Flowers – bajo eléctrico
- Tony Newman – batería